# Octavius Sturges
Octavius Sturges (ur. 19 sierpnia 1833 w Londynie, zm. 3 listopada 1894) – brytyjski lekarz, pediatra. Wprowadził do medycyny termin pląsawicy (chorea).

## Życiorys
Urodził się w Connaught Square w Londynie 19 sierpnia 1833 roku jako dwunaste dziecko (ósmy syn – stąd imię) Johna i Elisabeth Sturgesów. Uczęszczał do King's College School, po czym został wysłany do East India Company's Military College w Addiscombe. Po ukończeniu nauki przez dwa lata służył w wojsku jako oficer w East India Company w Bombaju. Jego karierę wojskową zakończyło błędne rozpoznanie u niego tętniaka aorty. Z rokowaniem kilku miesięcy życia w 1857 powrócił do Anglii; tam stwierdzono u niego rozstrzeń serca, być może spowodowaną indyjskim klimatem. Do końca życia miał jednak niedomykalność zastawki mitralnej, objawiającą się m.in. typowym rumieniem policzków (facies mitralis).
W lipcu 1858 rozpoczął naukę w Emmanuel College w Cambridge, a następnie rozpoczął praktykę w St. George's Hospital. W 1861 otrzymał tytuł B. A., w 1862 tytuł bakałarza (M. B.). W 1867 w Cambridge został doktorem medycyny (M. D.). Członek Royal College of Physicians od 1863, od 1870 z tytułem „fellow”. Prowadził też prywatną praktykę przy Wimpole Street. Od 1873 lekarz asystent w Children's Hospital przy Great Ormond Street. Jeden z założycieli Guthrie Society, wybrany na dwa lata na przewodniczącego pierwszej kadencji.
Miał słaby słuch, co prawdopodobnie przyczyniło się do jego przedwczesnej śmierci. W październiku 1894 w Cavendish Square, niedaleko domu w którym się urodził i mieszkał w dzieciństwie, potrąciła go dorożka. Sturges nie odniósł żadnych widocznych obrażeń, jednak osiem dni później zmarł z objawami ostrej niewydolności serca. Ponieważ badanie pośmiertne nie wykazało żadnych odchyleń, zgon przypisano urazowi psychicznemu jakiego doznał w wypadku.
Został pochowany na Kensal Green Cemetery.

## Dorobek naukowy
Sturges zajmował się przede wszystkim pediatrią; publikował cenione prace na temat wad serca u dzieci i krztuśca. Wprowadził do medycyny termin pląsawicy (chorea).

## Wybrane prace
- The Westminster Hospital. „British Medical Journal”, s. 451, 1871.
- The Treatment of Pneumonia. „British Medical Journal”, s. 739, 1873.
- Out-Patients' Medical Relief. „British Medical Journal”. 1 (745), s. 495, 1875.
- Dissolution of the Medical Teachers' Association. „British Medical Journal”, s. 840, 1876.
- Chorea and whooping cough. 1877. Brak numerów stron w książce
- Abstract of a Clinical Lecture on a Fatal  Case of Pneumonia after an Accident. „British Medical Journal”. 1 (948), s. 300–301, 1879.
- The Nomenclature of Pneumonia and other Allied Lung-Inflammations. „British Medical Journal”, s. 11–13, 1881.
- On chorea and other allied movement disorders of early life. 1881. Brak numerów stron w książce
- The heart symptoms of chorea. „Brain”, 1881.brak numeru strony
- Remarks on some Special Characters of the Present Epidemic of Typhoid Fever in London. „British Medical Journal”, s. 1239–1240, 1882.
- The Rheumatic Origin of Chorea. „Lancet”. 122 (3141), s. 808–810, 1883. DOI: 10.1016/S0140-6736(02)23982-3.
- Is Collective Investigation Dangerous?. „British Medical Journal”, s. 483–484, 1884.
- Collective Investigation. „British Medical Journal”, s. 1097, 1884.
- The Collective Investigation Committee. „British Medical Journal”. 2 (1246), s. 985, 1884.
- The Pathology of Acute Pneumonia. „British Medical Journal”, s. 99, 1885.
- Octavius Sturges, Mary Sturges: In the Company's Service: A Reminiscence. 1888. Brak numerów stron w książce
- Pneumonic Fever, Old and New. „British Medical Journal”, s. 1030–1031, 1889.
- Octavius Sturges, Sidney Coupland: The natural history and relations of pneumonia: its causes, forms, and treatment, a clinical study. Smith, Elder, 1890. Brak numerów stron w książce
- The Kindred of Chorea. „American Journal of the Medical Sciences”, 1891.brak numeru strony
- The Lumleian Lectures on Heart Inflammation in Children: Delivered before the Royal College of Physicians. „British Medical Journal”, s. 505–510, 561–566, 623–627, 1894.
- Empyema in Childhood. „Lancet”. 143 (3689), s. 1215-1216, 1894. DOI: 10.1016/S0140-6736(01)68982-7.